# Hus i park

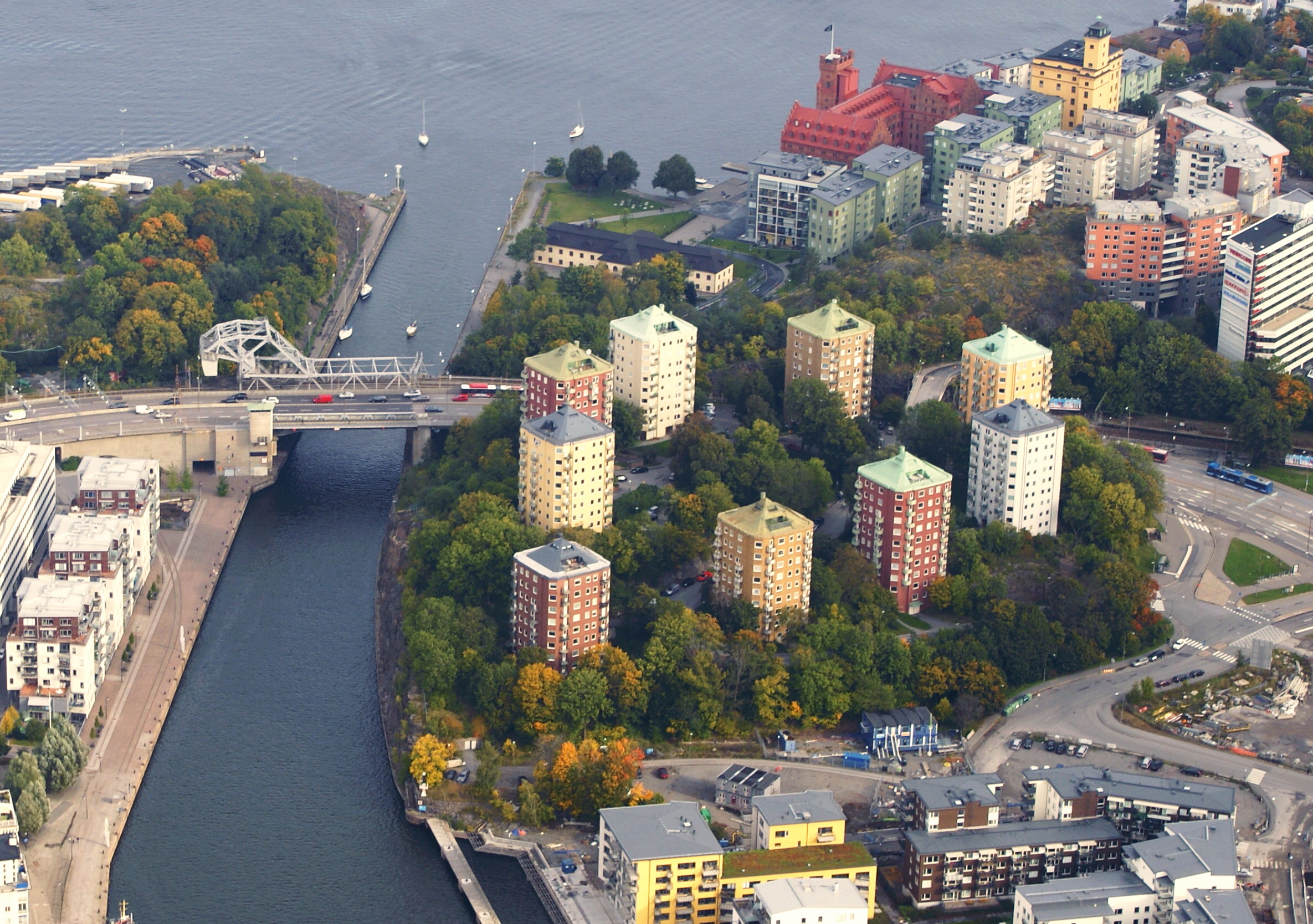
Hus i park på Danviksklippan.

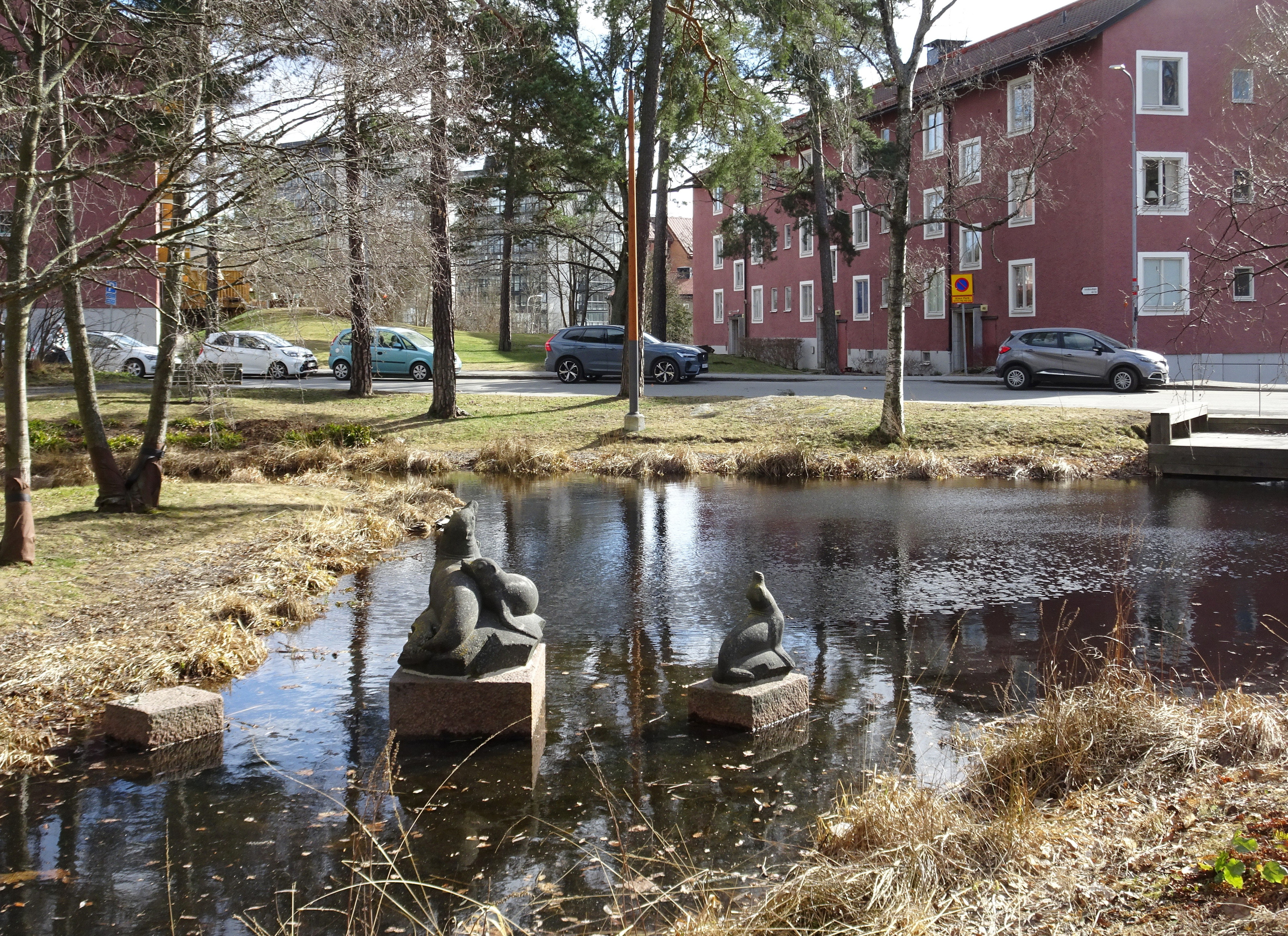
Hus i park på Torsvikshöjden, Lidingö.

Hus i park är en grupp av flerbostadshus som omges av en icke inhägnad park, som kan tillhöra samma fastighet som husen, eller vara allmänning.

## Allmänt
Stadsplaneidealet "Hus i park" började genomföras i Sverige under efterkrigstiden och utgörs oftast av en blandning av punkthus och lamellhus grupperade i ett parklandskap. Jämfört med traditionell kvartersbebyggelse får husen större tillgång till dagsljus, frisk luft och rekreationsyta. Exploateringstalet blir lägre, och avgränsningen mellan offentligt rum och privat område mindre klar.

## Exempel
- Danviksklippan, hus i park med enbart punkthus
- Torsvikshöjden, hus i park med blandning av punkthus och lamellhus